# Lac à l'Eau Claire (Saint-Élie-de-Caxton)
Pour Lac à l'Eau Claire (Nord-du-Québec), voir Lac Wiyâshâkimî.
Le Lac à l'Eau Claire est un plan d'eau douce située dans la municipalité de Saint-Élie-de-Caxton, dans Maskinongé (municipalité régionale de comté), dans la région administrative de la Mauricie, au Québec, au Canada.

## Géographie
Situé surtout en milieu forestier, ce lac se situe à cinq milles à l'est du lac Sacacomie. La "Grande baie" est situé du côté nord du lac. L'unique île du lac a 0,9 km de longueur par 0,5 km de largeur.
Le lac s'alimente de plusieurs ruisseaux environnant, notamment :
- la décharge du Lac à Foin et du lac Grenier (au nord-ouest),
- la décharge du Lac du Bouleau (au nord),
- la décharge du Lac à la Truite (au nord-est),
- la décharge de : Premier lac du Cordon, Deuxième lac du Cordon et Troisième lac du Cordon,
- la décharge du Lac Madone et d'un autre lac sans nom,
- la décharge d'un lac sans nom,
- la décharge du Lac Rouge.

L'embouchure du lac est située du côté ouest derrière l'île. Le lac se déverse dans la "Rivière à l'Eau Claire" qui se dirige vers l'ouest, d'abord sur 200 m pour aller se déverser dans le Lac Bienvenue (long de 0,5 km). Le courant traverse le lac sur 280 m, pour aller se déverser à l'embouchure du côté nord-ouest. De là, la rivière coule vers le sud-ouest pour aller se jeter dans la Rivière du Loup (Mauricie).

## Toponymie
Jadis, la clarté d'un plan d'eau était parfois une caractéristique retenue pour l'adoption d'un hydronyme. Cette clarté se comparait à d'autres plans d'eau dont la clarté était réduite. Ce toponyme figure sur un brouillon de carte datant de 1958.
Le toponyme "Lac à l'Eau Claire" a été officialisé le 5 décembre 1968 à la Banque des noms de lieux de la Commission de toponymie du Québec.